# RTL Zwei
RTL Zwei, dawniej RTL 2, RTL II – niemiecki kanał telewizyjny uruchomiony 6 marca 1993 roku, będący częścią RTL Group.
W przeciwieństwie do większości niemieckojęzycznych kanałów z tej grupy, nie jest nadawany z Kolonii, lecz z Grünwaldu pod Monachium. Głównym właścicielem stacji jest RTL Group, zaś pozostałymi są Heinrich Bauer Verlag KG, Tele München Fernseh GmbH & Co. Medienbeteiligung KG oraz Burda GmbH.
Od początku swego istnienia kojarzony był z bardzo niewybrednym repertuarem, przede wszystkim licznymi programami i filmami erotycznymi. Choć w 2001 roku zaprzestano emisji jakichkolwiek programów erotycznych, opinia ta ciągnie się za stacją do dziś. RTL II ZWEI zasłynął także jako nadawca niemieckich edycji Big Brothera.

## Emitowane programy

### Anime
- Attack No. 1 (Mila Superstar)
- Beyblade
- Blue Dragon
- Captain Tsubasa (Die tollen Fußballstars)
- Case Closed (Detektive Conan)
- Cat's Eye (Ein Supertrio)
- Crayon Shin-chan (Shin Chan)
- Detective Conan (Case Closed)
- Digimon Adventure
- Digimon Adventure 02
- Digimon Frontier
- Digimon Tamers
- Dinosaur King
- Ojamajo Doremi series (DoReMi)
- Dr. Slump
- Dragon Ball
- Dragon Ball Z
- Dragon Ball GT
- Duel Masters
- Ganbare, Kikka-zu! (Kickers)
- Hikari no Densetsu (Die kleinen Superstars)
- Hamtaro
- InuYasha
- Kamikaze Kaito Jeanne (Jeanne, die Kamikaze Diebin)
- Lady Oskar (Róż wersalu)
- MegaMan NT Warrior
- Monster Rancher
- Nadia: The Secret of Blue Water (Die Macht des Zaubersteins)
- Naruto
- One Piece
- Pokémon
- Power Stone
- Futari wa Pretty Cure (Pretty Cure)
- Ranma ½
- Saber Rider and the Star Sheriffs
- Sailor Moon
- Shaman King
- Taro the Space Alien
- The Adventures of Mini-Goddess
- Wedding Peach
- Yu-Gi-Oh!
- Yu-Gi-Oh! GX
- Yu-Gi-Oh! Capsule Monsters
- Yu-Gi-Oh! 5D’s

### Inne seriale animowane
- Angus & Cheryl
- Batman przyszłości
- Ben 10
- Donner – the Reindeer (Donner – Das Rentier)
- Dork Hunters from Outer Space (Dork-Jäger aus dem All)
- Galactik Football
- Get Ed
- Gormiti – niepokonani władcy sił natury – odrodzenie!
- Huntik: Łowcy tajemnic
- Jungle Beat
- Kaczor Dodgers
- Kong – The Animated Series (Kong)
- Klub Winx
- Krowa i Kurczak
- Kryptonim: Klan na drzewie
- Legenda Nezha
- Magi-Nation
- Miejskie szkodniki
- Młodzi Tytani
- Mucha Lucha
- Ozzy i Drix
- Pinky i Mózg
- Przygody Animków
- Przygody Jackie Chana
- Pucca
- Spirou & Fantasio
- Storm Hawks
- Superman
- Szczenięce lata Toma i Jerry’ego
- Team Galaxy – kosmiczne przygody galaktycznej drużyny
- The Batman
- Dzika przyszłość
- Wakfu
- Wojownicze Żółwie Ninja
- Xiaolin – pojedynek mistrzów

## Udziały w rynku
- 1993: 2,6%
- 1994: 3,8%
- 1995: 4,6%
- 1996: 4,5%
- 1997: 4,0%
- 1998: 3,8%
- 1999: 4,0%
- 2000: 4,8%
- 2001: 4,4%
- 2002: 3,8%
- 2003: 4,6%
- 2004: 4,9% (emisja programu Big Brother – rekord)
- 2005: 4,2%
- 2006: 3,8%
- 2007: 3,9%
- 2008: 3,8%
- 2009: 3,9%
- 2010: 3,8%
- 2011: 3,6%
- 2012: 4,0%
- 2013: 4,2%
- 2014: 3,9%
- 2015: 3,7%
- 2016: 3,5%
- 2017: 3,2%
- 2018: 3,0%
- 2019: 2,9%
- 2020: 2,7%
- 2021: 2,5%
- 2022: 2,6%
- 2023: 2,4%
- 2024: 2,2%